# Kevin Shields
Kevin Shields, född 21 maj 1963 i Queens i New York i USA, är en sångare, gitarrist, låtskrivare och producent som var den framträdande medlemmen i det irländska men London-baserade bandet My Bloody Valentine under det sena 1980-talet och tidiga 1990-talet. Han har sedan dess spelat i Primal Scream, spelat med och producerat Dinosaur Jr.-frontmannen J Mascis, samt bidragit med musik till soundtracket till Sofia Coppolas film Lost in Translation.
Trots att Shields alltjämt är amerikansk medborgare, har han tillbringat sin uppväxt i Dublin, dit familjen flyttade när han var nio år gammal.